# Distrito de Chicla

Provincia de Huarochirí en el Departamento de Lima, Perú

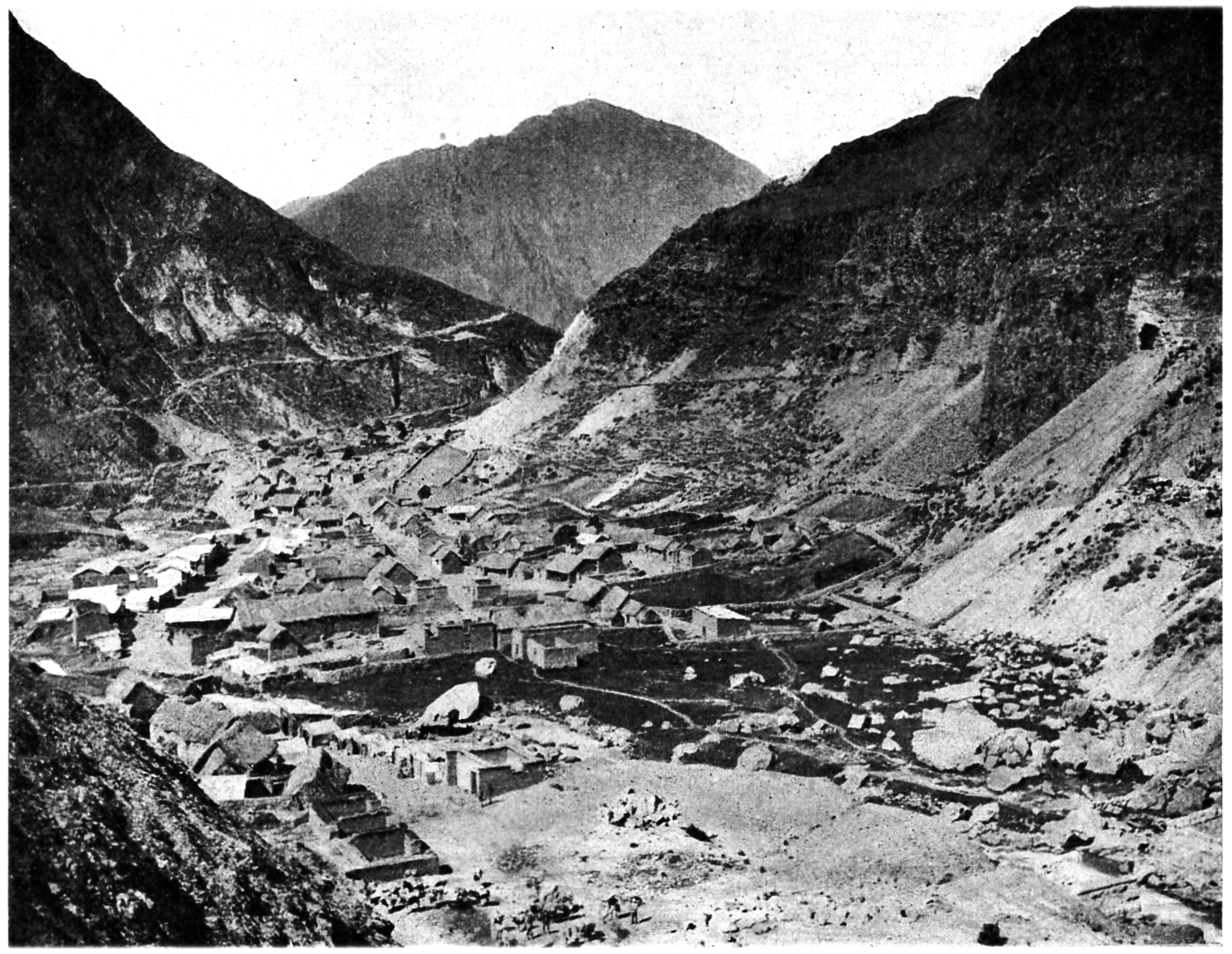
Chicla, 1913

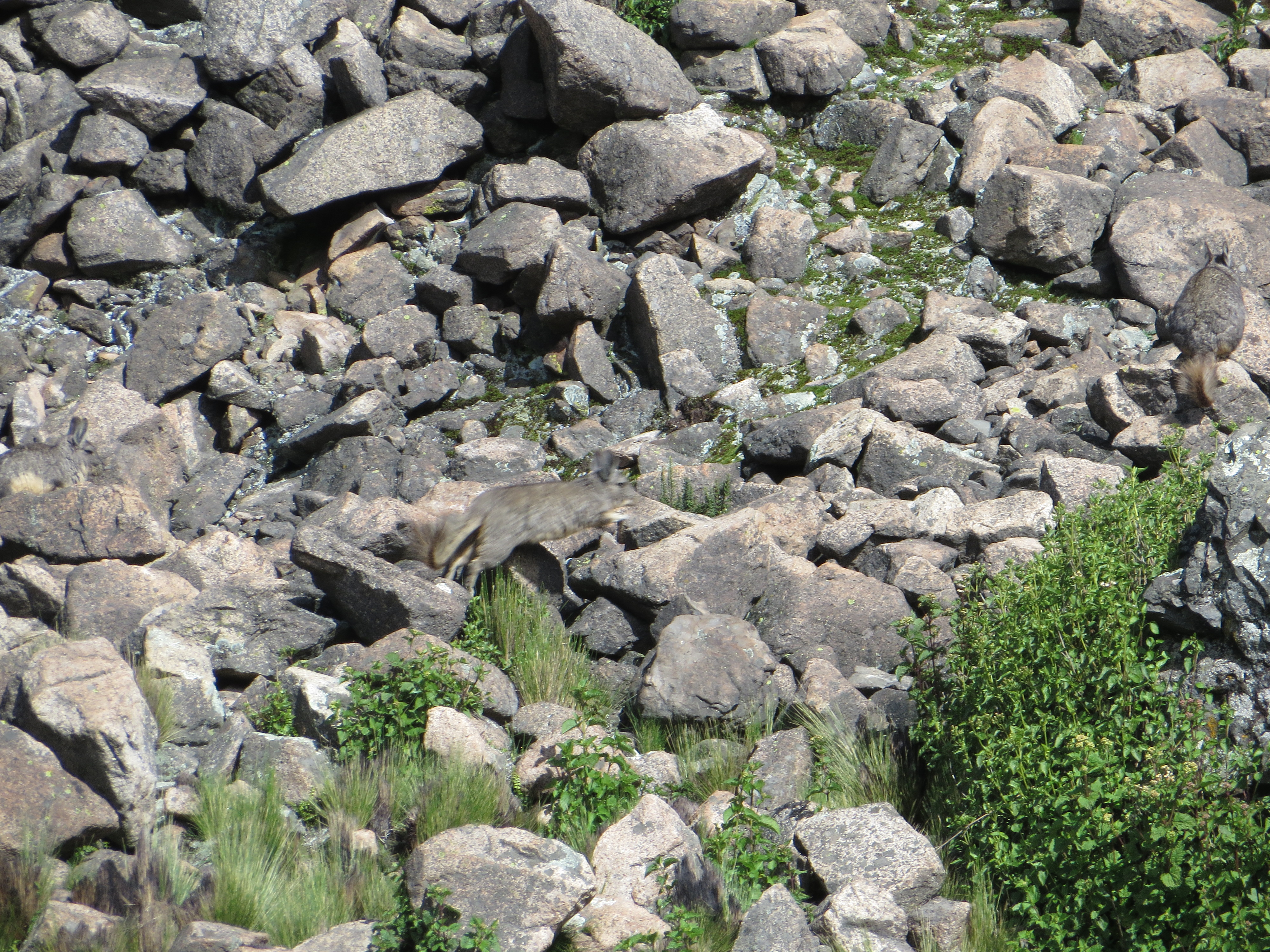
Vizcachas, cerca de la ciudad de Chicla, camino a Laguna Nevería

El Distrito de Chicla es uno de los treinta y dos distritos de la Provincia de Huarochirí en el Departamento de Lima, bajo la administración del Gobierno Regional de Lima-Provincias, Perú.
Dentro de la división eclesiástica de la Iglesia Católica del Perú, pertenece a la Vicaría IV de la Diócesis de Chosica

## Historia
El distrito fue creado mediante Ley n.º 11981 del 4 de marzo de 1953, en el gobierno del Presidente Manuel Odría. El primer alcalde de Chicla fue Arturo Morales.

## Geografía
Abarca una superficie de 244,1 km² y tiene una población aproximada de 7 700 habitantes.
Su capital, la ciudad de Chicla, se encuentra localizada a 2 horas al noreste del distrito limeño de Chosica, a la altura del km 105 de la Carretera Central y en una altitud de 3 740 m s. n. m.

## Clima
| Parámetros climáticos promedio de Chicla | Parámetros climáticos promedio de Chicla | Parámetros climáticos promedio de Chicla | Parámetros climáticos promedio de Chicla | Parámetros climáticos promedio de Chicla | Parámetros climáticos promedio de Chicla | Parámetros climáticos promedio de Chicla | Parámetros climáticos promedio de Chicla | Parámetros climáticos promedio de Chicla | Parámetros climáticos promedio de Chicla | Parámetros climáticos promedio de Chicla | Parámetros climáticos promedio de Chicla | Parámetros climáticos promedio de Chicla | Parámetros climáticos promedio de Chicla |
| Mes                                      | Ene.                                     | Feb.                                     | Mar.                                     | Abr.                                     | May.                                     | Jun.                                     | Jul.                                     | Ago.                                     | Sep.                                     | Oct.                                     | Nov.                                     | Dic.                                     | Anual                                    |
| ---------------------------------------- | ---------------------------------------- | ---------------------------------------- | ---------------------------------------- | ---------------------------------------- | ---------------------------------------- | ---------------------------------------- | ---------------------------------------- | ---------------------------------------- | ---------------------------------------- | ---------------------------------------- | ---------------------------------------- | ---------------------------------------- | ---------------------------------------- |
| Temp. máx. media (°C)                    | 13                                       | 12.8                                     | 12.6                                     | 13.4                                     | 12.8                                     | 12.6                                     | 12.5                                     | 12.8                                     | 12.6                                     | 12.9                                     | 13.3                                     | 13.4                                     | 12.9                                     |
| Temp. media (°C)                         | 7                                        | 7.3                                      | 6.8                                      | 6.7                                      | 5.5                                      | 4.5                                      | 4.1                                      | 4.5                                      | 5.3                                      | 6                                        | 6.3                                      | 6.6                                      | 5.9                                      |
| Temp. mín. media (°C)                    | 1.1                                      | 1.8                                      | 1.1                                      | 0.1                                      | -1.8                                     | -3.6                                     | -4.3                                     | -3.8                                     | -1.9                                     | -0.9                                     | -0.7                                     | -0.2                                     | -1.1                                     |
| Precipitación total (mm)                 | 97                                       | 115                                      | 126                                      | 53                                       | 14                                       | 4                                        | 3                                        | 9                                        | 19                                       | 36                                       | 40                                       | 71                                       | 587                                      |
| Fuente: climate-data.org                 |                                          |                                          |                                          |                                          |                                          |                                          |                                          |                                          |                                          |                                          |                                          |                                          |                                          |

## División administrativa

### Centros poblados
- Urbanos
  - Chicla, con 1 192 hab.
  - Casapalca, con 2 776 hab.
- Rurales
  - Los Pinos (Calzada), con 619 hab.

## Autoridades

### Municipales
- 2015 - 2018[3]
  - Alcalde: Rafael Gabriel Tolentino Carlos, Movimiento regional Unidad Cívica Lima (UCL).
  - Regidores: Abel Hugo Maldonado Cangahuala (UCL), Yari Mariet Cañabi Meza (UCL), Dante Daniel De la Cruz Castro (UCL), Milca Gadi Chávez Cóndor (UCL), Elizabeth Ximmena Mejía Piñán (Patria Joven).
- 2011 - 2014[4]
  - Alcalde:  Julio César Félix Carlos, Partido Perú Posible (PP).[5]
  - Regidores: Robinson Oswaldo Esquivel Camargo (PP), Bartolomé Antara Arredondo (PP), Janet Marlene Serpa Inga (PP), Sorka Ines Guerovich Galarza (PP), Gisela Tomasa Muñoz Vilcahuamán (Colectivo Ciudadano Confianza Perú).
  - ALcalde:
- 2007 - 2010[6]
  - Alcalde: Julio César Félix Carlos, Partido Aprista Peruano.
- 2003 - 2006
  - Alcalde: José Fredy Castillo Carlos, Movimiento independiente Revelación Huarochirana.
- 1999 - 2002
  - Alcalde: Armando Calcina Colqui, Movimiento independiente Integración Huarochirana.
- 1996 - 1998
  - Alcalde: Orlando Noel Soto De la Cruz, Lista independiente n.º 3 Opción Huarochirana.
- 1993 - 1995
  - Alcalde: Orlando Noel Soto De la Cruz, Movimiento Huarochirano.
- 1987 - 1989
  - Alcalde: Gualberto Robladillo Medrano, Alianza Izquierda Unida.
- 1984 - 1986
  - Alcalde: Zenón Ferrer Carlos Japay, Partido Aprista Peruano.
- 1981 - 1983
  - Alcalde: Vicente Fernando Zárate Carlos, Partido Aprista Peruano.

### Policiales
- Comisaría de Chicla
  - Comisario: Mayor PNP.[7]

### Religiosas
- Diócesis de Chosica[8]
  - Obispo: Mons. Norbert Klemens Strotmann Hoppe M.S.C.
- Parroquia San Mateo - Capilla San Juan Bautista[9]
  - Párroco: Pbro. Washington Damián Sánchez

## Educación

### Instituciones educativas
- I.E. N.º 20547 "Manuel A. Odría" - Chicla: Director. Lic. José Luis Mariscal Carlos
- I.E N.º 21601 "Jorge Basadre Grohmann" - CASAPALCA

## Festividades
En el distrito de Chicla tiene la costumbre de celebrar en el mes de mayo las festividades de las cruces comenzando con la celebración de las Cruces de Jerusalén y el Salvador (2 de mayo al 5 de mayo), las cruces de Exaltación y Ascensión, la Cruz de Matarume.
En el mes de junio de celebran las fiestas patronales en honor a San Juan Bautista es una semana de fiesta en la cual se celebran también las festividades en honor a los siguientes Santos:
- Corpus Christi (alba 24 de junio en la mañana día central 25 de junio)
- San Antonio de Padua (alba 25 de junio día central 26 de junio)
- Virgen del Carmen (alba 26 de junio día central 27 de junio)
- San Martín de Porres ( alba 27 de junio, día central 28 de junio)
- San Pedro y San Pablo (alba 28 de junio, día central 29 de junio)

En la semana que dura las festividades cada santo tiene sus propios mayordomos y caporales y los obsequios son llevados en baile con la danza de los negritos.
En el mes de julio se vuelve a hacer la celebración en honor a la Virgen del Carmen.
En el mes de agosto se celebran las Festividades en honor a San Roque y Santa Rosa de Lima.
En el mes de noviembre se hace también la celebración en honor de san Martín de Porres.